# Psittacanthus scheryi
Psittacanthus scheryi är en tvåhjärtbladig växtart som beskrevs av R. E. Woodson. Psittacanthus scheryi ingår i släktet Psittacanthus och familjen Loranthaceae. Inga underarter finns listade i Catalogue of Life.